# Emppu Vuorinen
Erno "Emppu" Matti Juhani Vuorinen (sinh ngày 24 tháng 6 năm 1978 tại Kitee, Phần Lan) là một nhạc công guitar người Phần Lan, được biết đến nhiều nhất là một trong các thành viên sáng lập và người viết một số bài hát của ban nhạc symphonic metal Nightwish. Anh là người lớn nhất trong năm anh chị em trong nhà, có một người anh em sinh đôi và ba em gái. Anh bắt đầu tự học chơi guitar ở tuổi 12 và kể từ thời điểm đó đã chơi trong các ban nhạc khác nhau bao gồm Nightwish, Brother Firetribe, Barilari, Almah, và Altaria.
Emppu chủ yếu đóng vai trò là một tay guitar chơi nền, thường hỗ trợ cho các phần của keyboard hoặc dàn nhạc trong các ca khúc của Nightwish. Tuy nhiên, anh chơi lead và solo cũng rất tốt. Những kỹ thuật solo của Vuorinen thường bao gồm những đoạn picking, tapping, sliding, legato (chơi các nốt luyến), và sử dụng cần nhún (whammy bar) điểm xuyết một cách đan xen; anh cũng chơi được kĩ thuật sweep picking, mặc dù rất hiếm khi sử dụng. Những đoạn solo của anh có nhiều giai điệu hơn so với hầu hết các ban nhạc metal khác, nhưng đôi khi anh cũng sử dụng các đoạn shred (kĩ thuật di chuyển nhanh giữa các nốt trên cần đàn để tạo ra một đoạn nhạc biến hóa) (đặc biệt là trong "Nightquest," "The Pharaoh Sails to Orion," "Romanticide," và "Gethsemane" của Nightwish, và cũng trong "Traitor" của Tarot, ca khúc mà anh thể hiện một đoạn solo). Ba album đầu tiên của Nightwish có đất cho Emppu sáng tạo với vai trò lead guitar nhiều hơn là các album sau. Vuorinen đã lên dây cho cây guitar trong studio theo cung Rê từ sau khi phát hành Century Child - cho đến khi đó, guitar của đặt ở cung chuẩn. Trong suốt buổi biểu diễn, ông có hai guitar - mỗi cái cho một cung.
Vuorinen cũng là một cây sáng tạo trong Nightwish, anh có những ca khúc đồng sáng tác cùng Tuomas Holopainen trong mỗi album ngoại trừ Angels Fall First và Imaginaerum. Bài hát Whoever Brings The Night trong Dark Passion Play được viết bởi một mình Vuorinen.
Emppu thu âm các phần guitar cho Almah, một ban nhạc metal của Brasil, để giúp người bạn là ca sĩ chính Edu Falaschi (cũng là ca sĩ của Angra). Anh quyết định không ở lại trong ban nhạc vì cảm thấy còn nghĩa vụ với Nightwish. Anh cũng tham gia vào Brother Firetribe, một ban nhạc AOR, năm 2008 đã phát hành hai album trên toàn thế giới: "False Metal" (tái phát hành như "Break Out") và "Heart Full Of Fire".
Vuorinen thường được gọi là "the short one" hoặc "the hobbit" khi đứng cùng các thành viên ban nhạc hoặc các fan , khi anh chỉ cao 5'3" (160 cm).

## Thiết bị
Vuorinen sử dụng guitar hiệu Washburn với màu nâu, trắng hoặc tím cho đến tận quá trình thu âm Once, gắn bó nhiều năm với cây Washburn CS-780s, nhưng gần đây anh xác nhận đang sử dụng guitar của hãng ESP. Anh hiện đang sử dụng phiên bản màu tím và đôi khi là màu trắng của một cây ESP Horizon tự tùy chỉnh, đặt tên một cách chính thức là EV-1 theo tên và họ của Emppu. Chiếc EV-1 có pick-ups của Seymour Duncan (sử dụng TB-5 ở cuối, SHR-1n ở giữa, và SH-2n ở đầu) và một bộ tremolo của Floyd Rose. Bộ khuếch đại chính hiện tại anh đang dùng là Mesa Boogie Dual Rectifiers với bộ thùng loa là Marshall JCM 800 kích cỡ 4x12. Trong Imaginaerum Tour anh sử dụng một chiếc EV-3 với hình Imaginaerum được in ra. Chiếc EV-3 này bỏ đi chi tiết SHR-1n.
Vuorinen sử dụng một chiếc ESP Eclipse mẫu Vintage Black cho các video âm nhạc của Dark Passion Play. Sau khi nhận thấy rằng guitar tím nổi bật đột nhiên biến mất, người hâm mộ đã bày tỏ những lo ngại của họ; Vuorinen đã trả lời câu hỏi này thông qua Nightmail:
| “ | Có đúng là bạn đã thay cây guitar của mình bằng một cây Les Paul để phù hợp hơn với giọng hát nặng nề của Anette? | ” |
| — | |   |

| “ | Chuyện này là do khi đến LA, [nơi quay các video] tôi đã quên cây đàn guitar của mình ở nhà nên tôi đã phải chạy đến các cửa hàng guitar địa phương gần nhất để mua một cây ESP Eclipse. Nên câu trả lời là: Không! | ” |
| — | |   |

## Discography
Với Nightwish:

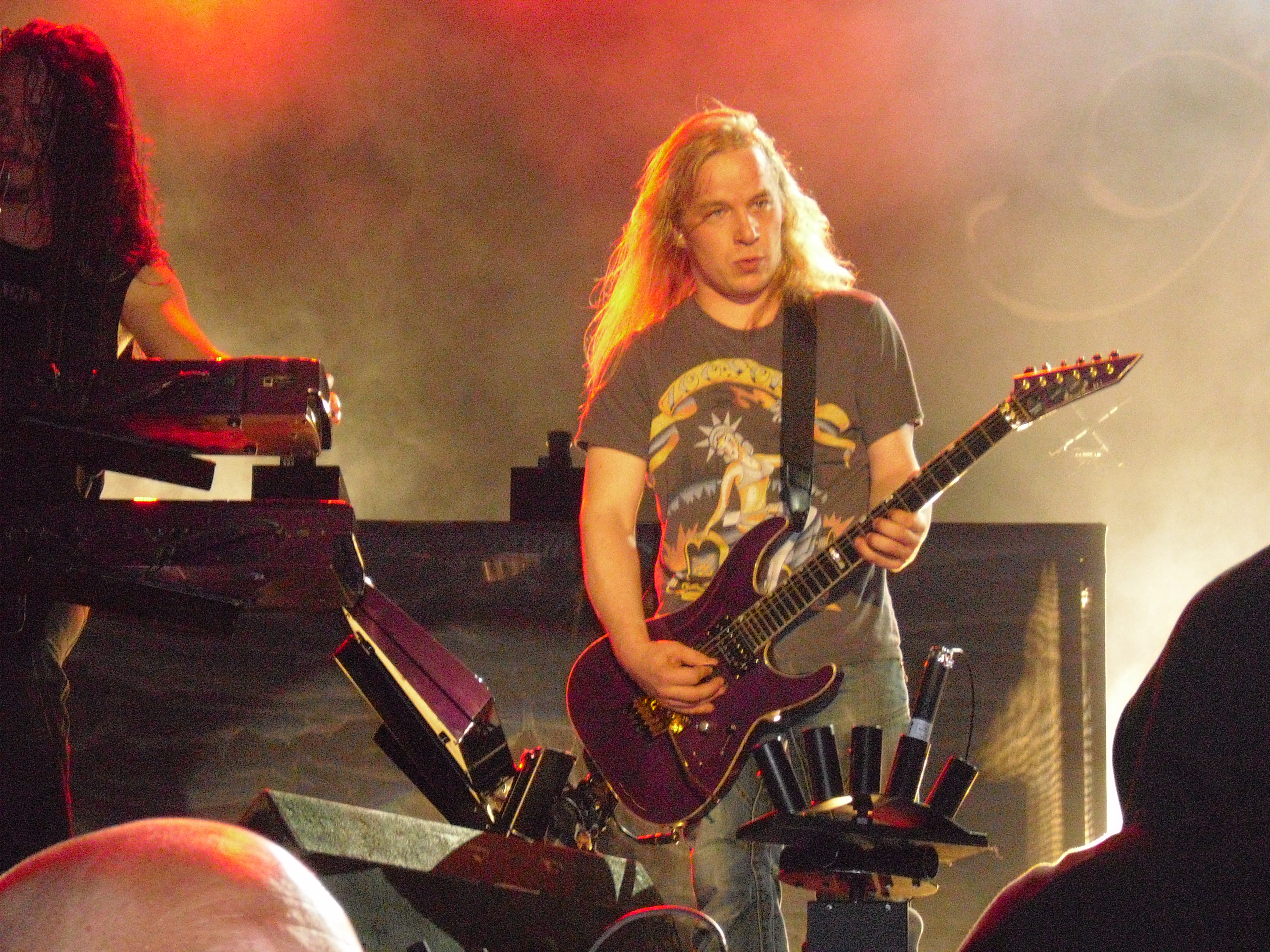
Emppu Vuorinen biểu diễn với Nightwish ở Norway Rock Festival năm 2009

- Angels Fall First - 1997 (cũng đảm trách phần bass)
- Oceanborn - 1998
- Wishmaster - 2000
- Over the Hills and Far Away EP - 2001
- Century Child - 2002
- Once - 2004
- Dark Passion Play - 2007
- Imaginaerum - 2011

Với Darkwoods My Betrothed:
- Witch-Hunts - 1998

Với Altaria:
- Invitation - 2003

Với Almah:
- Almah - 2006
- Fragile Equality - 2008

Với Brother Firetribe:
- False Metal - 2006
- Heart Full of Fire - 2008

Với Guitar Heroes:
- Guitar Heroes - 2007

Khách mời:
- Barilari - thành viên dự án (2003-2004)
- Tarot - hai đoạn solo cho ca khúc Traitor, trong album Crows Fly Black - 2006